# Ettore Accorsi
Ettore Accorsi (Sant'Agostino, 1909 – Modena, 1985) è stato un partigiano e cappellano militare italiano, medaglia d'oro al valor militare.

## Biografia
Nel 1928 entra nell'ordine dei domenicani, viene ordinato sacerdote nel 1934, chiede di entrare nell'esercito come cappellano militare e viene prima inviato sul fronte orientale e successivamente in Francia nella "Sanità". Dopo l'armistizio collabora con la Resistenza francese, viene arrestato e rinchiuso in campo di concentramento, successivamente nell'aprile del 1944 viene trasferito a Częstochowa. Rifiuta la liberazione che gli era stata proposta dopo l'interessamento dell'Ordine domenicano.
Ritorna in Italia nel settembre del 1945, ove rimarrà sino alla sua morte, avvenuta quarant'anni dopo a Modena.
È autore di un libro sui campi di sterminio dal titolo "Fullen, il campo della morte", dove tratta del tenore di vita dei prigionieri dei campi di sterminio di Fullen e Versen, oggetto di una ricerca a cura del prof. Hermann Krüssel.